# Stien Eelsingh
Christiana „Stien“ Eelsingh (* 1. September 1903 in Zwolle; † 18. Juni 1964 in Meppel) war eine niederländische Malerin, Zeichnerin und Lehrerin.

## Leben

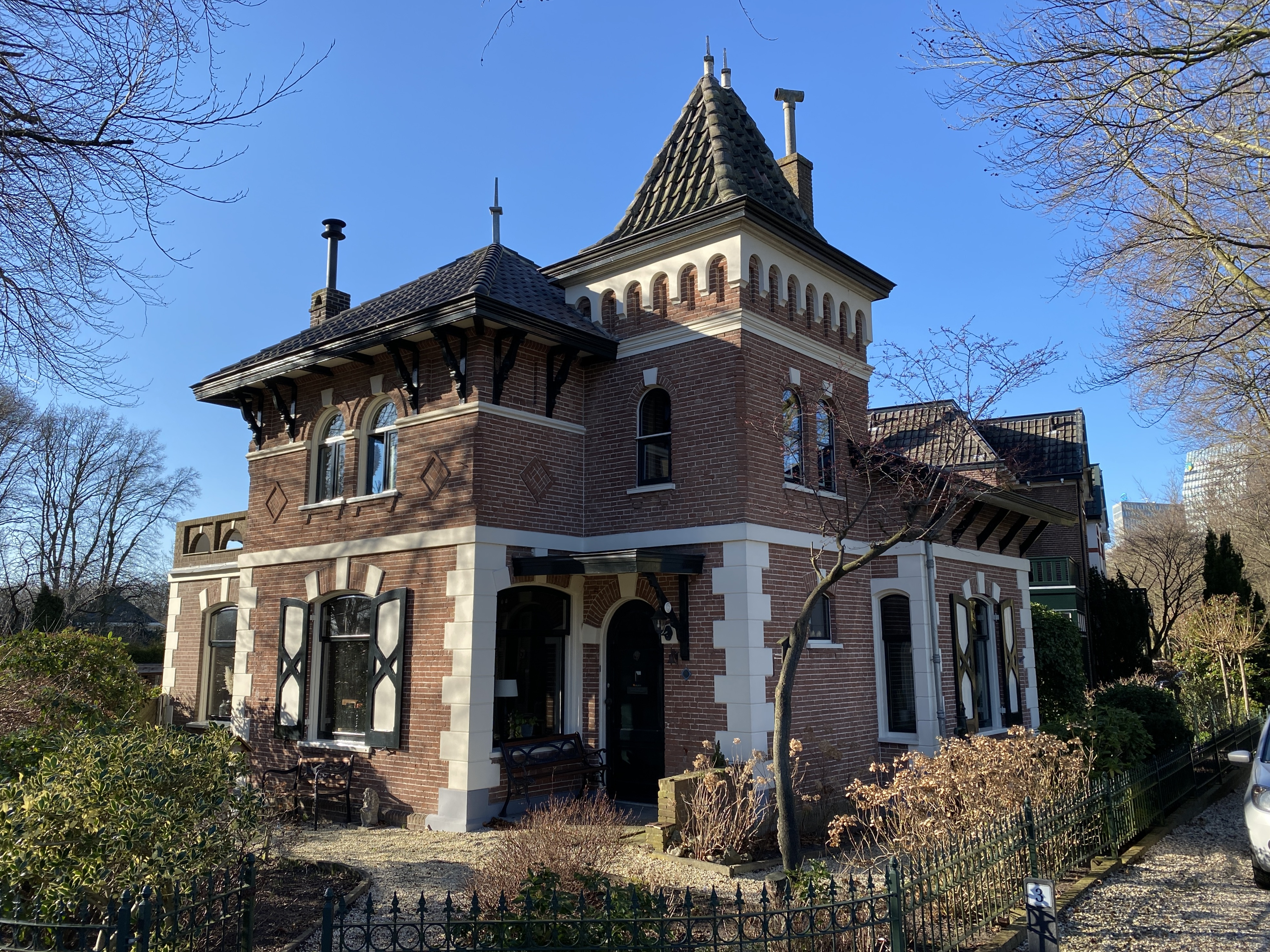
Elternhaus „Linquenda“ in der Beukenallee 3, Spoolde

Stien Eelsingh wuchs als Tochter des Anstreichers und späteren Fotografen Jan Anthonie Eelsingh (1866–1949) und Christiana Scheuermann (1867–1949) mit ihrem acht Jahre älteren Bruder Wilhelm in Zwolle über dem Fotogeschäft ihres Vaters auf. 1912 zog die Familie in das Haus „Linquenda“ in der Beukenallee 3 im nahegelegenen Spoolde/Zwolle, wo ihr Vater sein Fotostudio eröffnete. Stien Eelsingh war vielseitig interessiert, zeichnete, spielte Klavier und schwamm bei Wettkämpfen. Als Mitglieder der Reformierten Kirche verboten ihre Eltern ihr zunächst, sonntags zu schwimmen. Erst als sie anfing, Preise zu gewinnen, wurde es ihr erlaubt. Nach Abschluss der „Middelbare school“ arbeitete Stien Eelsingh zunächst als Klavierlehrerin und Pianistin und spielte eine Zeit lang im Frauenorchester „The Pick Pockets“ in Zwolle.
Ab 1924 schlug Stien Eelsingh eine Laufbahn als Malerin ein, auch wenn sie keine formale Ausbildung genossen und sich ihre Fähigkeiten autodidaktisch angeeignet hatte.  Sie wurde Vorstandsmitglied des 1924 gegründeten „Zwolsche Kunstkring“, arbeitete in diesem Rahmen als Model und nahm mit ihren Stadtansichten, charaktervollen Porträts von Kunsthandwerkern und Blumenstillleben an Ausstellungen teil. Im September 1929 kaufte sie in Zwolle ein Gebäude am Ossenmarkt 29, richtete dort ihr Atelier ein und arbeitete mit Jo Koster zusammen, die ebenso wie sie Malunterricht gab. Eelsingh erhielt 1932 eine „Koninklijke Subsidie voor de Schilderkunst“ (königliche Subvention). Diesen Zuschuss erhielt sie auch 1933 und 1934. 1935 zog Stien Eelsingh nach Amsterdam in die Jodenbreestraat 23 und begann Mal- und Zeichenunterricht bei Henk Meijer (1884–1970) und David Bautz zu nehmen. Sie wurde Mitglied der Künstlervereinigung Arti et Amicitiae, freundete sich mit der Künstlerin Else Berg und mit Mitgliedern der Künstlervereinigung De Ploeg an und stellte 1940 und 1941 mit der Künstlervereinigung „De Brug“ im Stedelijk Museum aus.

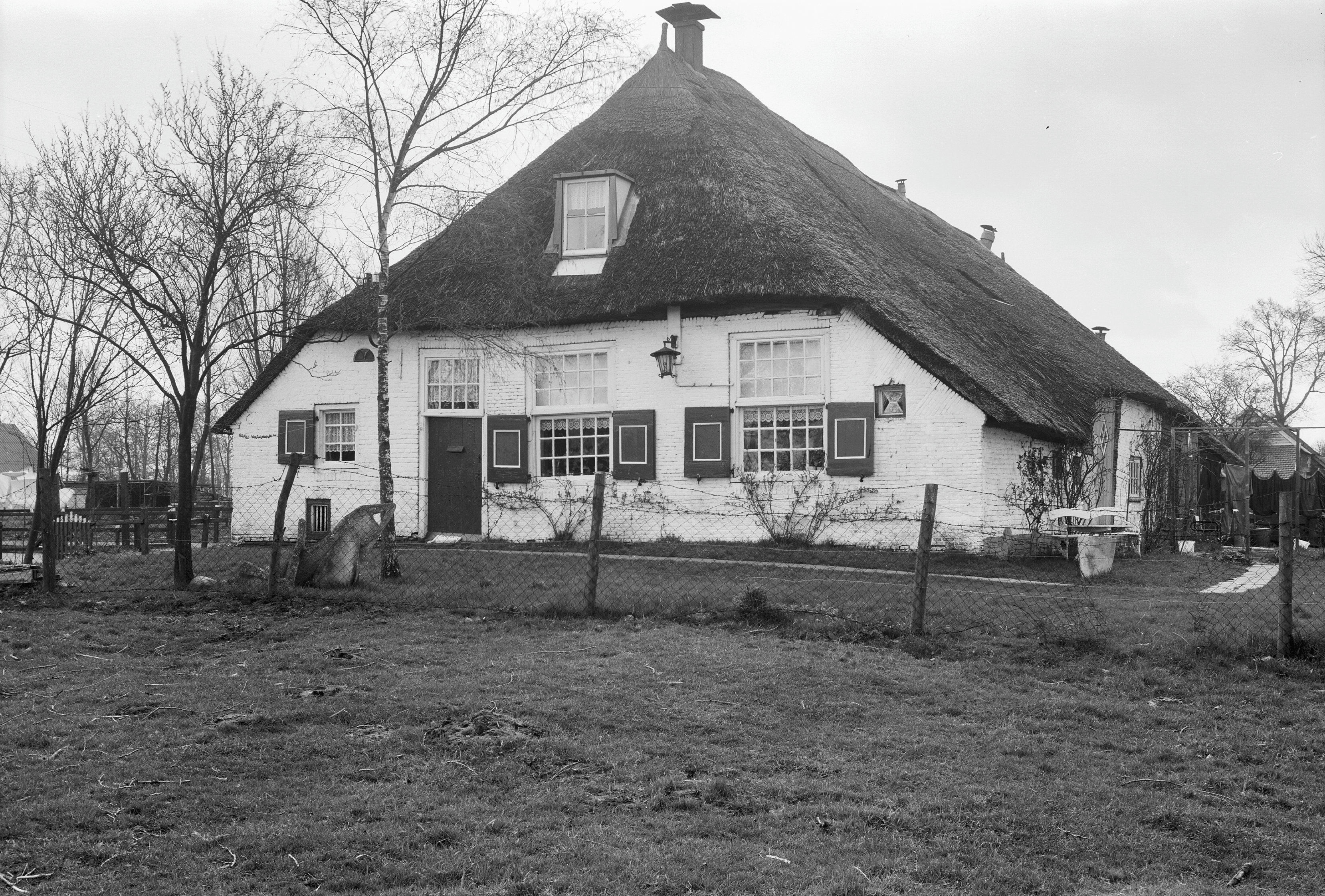
Früheres Wohnhaus, Ausstellungsraum und Atelier, Middenwolderweg 2, Staphorst

Am 5. Februar 1941 heiratete Eelsingh in Amsterdam den Drenther Künstler und Fotografen Roelof Frankot (1911–1984), den sie aus Zwolle kannte. In Folge arbeitete das Paar regelmäßig gemeinsam mit befreundeten Künstlern in Staphorst, wo sie Zimmer im Café der Familie Zielman mieteten. Während des Zweiten Weltkriegs und nach der Besetzung der Niederlande und der Deportationen vieler ihrer jüdischen Freunde, darunter Else Berg und ihr Mann Mommie Schwarz, verließen sie Amsterdam und siedelten 1942 in das abgelegenere Staphorst über. Sie pachteten einen heruntergekommenen Bauernhof, strichen ihn außen weiß und renovierten innen sehr farbenfroh. Dort versteckten sie auch Menschen, die untertauchen mussten. 1944 wurde Tochter Margreet geboren.
1947 war Stien Eelsingh an der Gründung der Künstlervereinigung „Het Palet“ in Zwolle beteiligt. Als sie und ihr Mann sich zwischen 1948 und 1950 trennten, begann Stien Eelsingh neben ihrer Arbeit als Malerin vermehrt zu unterrichten. In Zwolle gab sie mit anderen Künstlern ab 1949 Malunterricht, unterrichtete ab 1950 bei „De Dreef“ in Wapenveld, organisierte auf ihrem Bauernhof „De Witte Boerderij“ in Staphorst landesweit bekannte Sommerausstellungen mit eigenen und Werken anderer Künstler, die von Prominenten wie Simon Carmiggelt und Hetty Blok eröffnet wurden. Um 1956 arbeitete sie auch als Zeichenlehrerin bei der Malervereinigung „Het Palet“ in Zwolle. Von ihren zahlreichen Reisen hinterließ der Besuch in Israel 1960 tiefen Eindruck auf sie, den sie in zahlreichen Werken festhielt. 1964 starb Stien Eelsingh in einem Krankenhaus in Meppel.

## Auszeichnungen
- 1932: „Koninklijke Subsidie voor de Schilderkunst“ (königliche Subvention)
- 1933: „Koninklijke Subsidie voor de Schilderkunst“
- 1934: „Koninklijke Subsidie voor de Schilderkunst“
- 1954: „Geraert ter Borchprijs“ (Ehrenvolle Erwähnung)[5]
- 1963: Ernennung zum Ritter des Orden von Oranien-Nassau[2]
- Die Stien Eelsinghstraat in Zwolle ist nach ihr benannt.[6]

## Werk
Stien Eelsingh malte in Öl und verwendete zum Zeichnen Tusche. Sie wählte oft häusliche und handwerkliche Szenen als Motiv in einem zunehmend expressionistischen Stil. Neben Landschaften, Stillleben, und Interieurs hielt sie vielfach Menschen, Tiere und Dinge aus Staphorst in ihren Bildern fest. Sie war in verschiedenen Künstlervereinigungen aktiv. Sie war Mitglied von „Arti et Amicitiae“ und „De Brug“ (Vereniging van Nederlandse Beeldende Kunstenaars de Brug) in Amsterdam, ab 1956 in der „Het Palet“ in Zwolle und 1968 in „De Ploeg“ in Groningen.
Werke von Stien Eelsingh befinden sich unter anderem im Stedelijk Museum in Amsterdam, im Besitz des Rijksdienst voor het Cultureel Erfgoed, der Gemeinde Staphorst, im Stedelijk Museum Zwolle und der Rijkscollectie in Den Haag.
Ausstellungen (Auswahl):
- 1935: Kunst S.O.S., Stedelijk Museum Amsterdam
- 1939: Onze kunst van heden, Rijksmuseum Amsterdam
- 1940: „De Brug“, Frühjahrsausstellung, Stedelijk Museum Amsterdam
- 1940: „De Brug“, Neujahrsausstellung, Stedelijk Museum, Amsterdam
- 1941: „De Brug“, Stedelijk Museum, Amsterdam
- 1963: Ehrenausstellung in Zwolle[2]
- 1968: „De Ploeg“, Jubiläumsausstellung, Groninger Museum[5]